# Rebricea
Rebricea é uma comuna romena localizada no distrito de Vaslui, na região de Moldávia. A comuna possui uma área de 55.89 km² e sua população era de 3790 habitantes segundo o censo de 2007.